# نیکولاس پرشوتی
نیکولاس پرشوتی (ایتالیایی: Nicholas Presciutti؛ زادهٔ ۱۴ دسامبر ۱۹۹۳) بازیکن واترپلو اهل ایتالیا است.
وی در مسابقات کشوری و بین‌المللی در مجموع برندهٔ ۱ مدال برنز شده‌است.